# Electroputere LDE 2100
Electroputere LDE 2100 este o locomotiva diesel-electrică care a intrat în dotarea CFR în 1959, cu clasificarea de 060-DA. 
Într-o perioadă predominată de existența locomotivei cu abur, acest tip de locomotivă Diesel s-a impus, remarcându-se prin forță de tracțiune mare, greutate relativ redusă, randament ridicat.
Succesul înregistrat a condus la integrarea acesteia în economia României, începând să fie fabricată chiar din anul următor, 1960.
Locomotiva este destinată remorcării trenurilor de călători și de marfă pe secțiile de circulație neelectrificate ale CFR în simplă și multiplă tracțiune. Locomotiva a fost oferită și la export pentru Polonia (începând cu 1965), Bulgaria (începând cu 1966) și China (începând cu 1972). De asemenea a mai fost oferită pentru operatorii industriali până în 1993, și este exploatată și de către operatori privați.

## Istoric
Până în 1935, în România, tracțiunea feroviară s-a făcut integral prin intermediul locomotivelor cu abur, până când au fost introduse automotoarele Malaxa 900 pentru traficul local. Însă locomotivele cu aburi au fost principalul mod de tracțiune pe traseele care traversau Carpații, mai ales pe calea ferată Ploiești-Brașov, care are declivități de 20-25‰ și anumite curbe strânse cu raza de doar 270m; era adesea necesar de între 2 sau 4 locomotive cu aburi pentru acest traseu. Așadar CFR a decis să introducă începând cu finele aniilor 1930 locomotive diesel pe acest traseu, în mare parte datorită zăcămintelor de petrol deja existente în țară.
În anul 1938, firma Sulzer AG din Winterthur realizează pentru CFR, ca prototip de încercare, o locomotivă Diesel cu motoare de tracțiune electrice, care în perioada interbelică a fost una dintre cele mai puternice locomotive de acest tip din lume. Era constituită din două unități cuplate, fiecare având o putere de 2200 CP, dând un total de putere de 4400 CP. Locomotiva a fost dotată cu un motor Sulzer, fiind fabricată de către Henschel (Kassel) și Brown Boveri, Cie. Prototipul a fost testat întâi în Elveția după care a început să circule între Câmpina și Brașov pe 20 iulie 1938. Deși s-a dorit comandarea altor exemplare suplimentare, izbucinrea războiului au pus capăt acestor planuri iar locomotiva unicat a circulat până în 1963. Această locomotivă a servit ca model pentru locomotivele diesel electrice CFR din seria 060-DA, iar, după retragerea din circulație, a fost expusă la Depoul de locomotive Dej.
După război, datorită listării companiei Sulzer ca fiind colaboratoare cu Germania Nazistă (în producția motoarelor pentru submarine) și datorită deteriorării relațiilor diplomatice cu țările Occidentale, România urma să primească locomotive cu aburi și diesel fabricate în URSS, lucru însă care nu s-a realizat. Spre finele aniilor 1950, reprezentanții Ministerului Căilor Ferate și ai Ministerului de Industrie Grea au comandat 6 locomotive diesel din Elveția, lucru care s-a datorat creșterii traficului de marfă ca parte a industrializării Republici Populare Române. Începând proiectarea de la prototipul din 1938, Sulzer și SLM (fabrica care a construit locomotivele) s-au inspirat din locomotivele contemporane ale epocii livrate pentru Căile Ferate Federale Elvețiene și British Railways.
Prima locomotivă a început probele de circulație în țara de origine în primăvara anului 1959, alături de următoarele cinci. După încheierea acestor probe au fost puse în exploatare între Brașov și Câmpina asupra trenurilor grele de marfă și de călători. În Elveția, locomotiva 060-DA a reușit să tracteze cu succes un tren de 550 de tone pe calea ferată din pasul Gotthard. 
Începând cu 1960 locomotivele au fost produse sub licență la uzinele Electroputere Craiova, motoarele fiind produse la UCM Reșița și Întreprinderea de Osii și Boghiuri Caransebeș (începând cu 1971: Caromet). 10 locomotive au fost fabricate în acel an (007-016), urmate de alte 40 în 1961. Alegerea României de a achiziționa locomotive din Elveția a fost ținta unor critici din partea Uniunii Sovietice, mai ales din partea secretarului general N. S. Hrușciov, când a vizitat Craiova în 1962.
CFR a primit în jur de 1407 de locomotive până la încetarea producției lor în 1981 în favoarea locomotivelor de 3000/4000 CP cu motoare fabricate sub licența ALCO. Producția pentru export a continuat până în 1987 și pentru operatorii industriali până în 1993, la 34 de ani de la începerea producției. 

## Date tehnice

### Partea mecanică
Acest tip de locomotivă este dotată cu două boghiuri, în fiecare fiind montate trei osii, fiecare osie fiind acționată de un motor electric propriu.
Cele două boghiuri sunt legate prin intermediul unui cuplaj transversal, prezent dedesubtul locomotivei exact în mijloc.
Locomotiva 060-DA este prevăzută cu o suspensie în două trepte:
- suspensia primară - suspensia boghiului pe osii, formată din arcuri elicoidale
- suspensia secundară - suspensia pe boghiu a cutiei locomotivei, formată din arcuri duble în foi.

Timoneria de frână este de tip simetric, adică asupra fiecărei roți acționează o pereche de saboți de frână situați diametral opus. 
Acest sistem de frânare (frâna de mână) poate fi acționat din ambele posturi de conducere, fiind necesar menținerii pe loc a vehiculului când celelalte frâne sunt scoase din uz, ca măsură suplimentară.
O altă piesă importantă este pivotul de tracțiune, care transmite forțele de tracțiune și de frânare de la boghiu la cutia locomotivei.
Instalațiile auxiliare ale boghiului sunt:
- instalația de nisipare: care mărește aderența dintre roată și șină în cazul apariției unor factori independenți (condiții meteo, șină unsă etc.).
- instalația de uns buza bandajului: servește la reducerea frecării la circulația în curbe, pentru a reduce uzura bandajelor și a șinelor.

### Motorul diesel
Antrenarea osiilor de către motoarele electrice de tracțiune se face prin intermediul unui angrenaj cu roți dințate.
Numărul de dinți pentru roțile angrenajului la fiecare tip de locomotivă:
| Număr dinți   | Seria locomotivei | Seria locomotivei |
| ------------- | ----------------- | ----------------- |
| Număr dinți   | 060-DA            | 060-DA1           |
| pinion        | 15                | 17                |
| roată dințată | 69                | 67                |

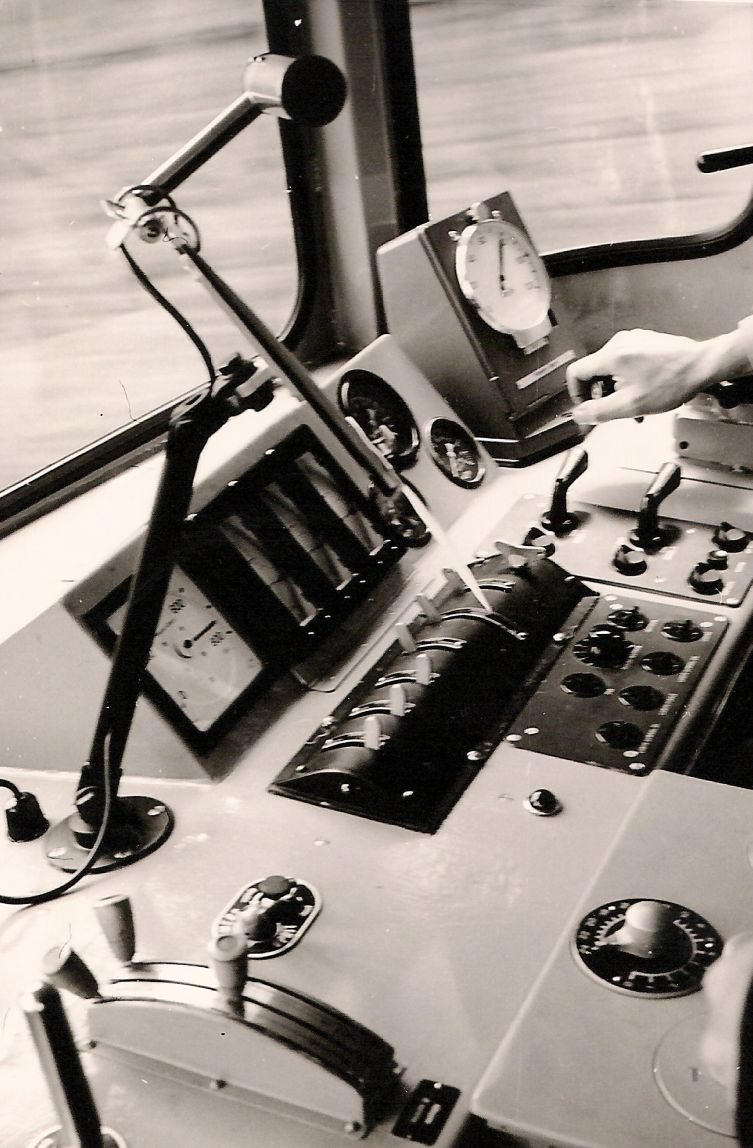
Postul de conducere al locomotivei 060-DA-001 (1959)

Pe  fiecare osie sunt fixate prin presare roțile și tot pe acesta se află coroana dințată care face cuplajul cu electromotorul de antrenare.
Pentru ușurarea rulării, între buza bandajului roții și ciuperca șinei există un joc, care este necesar în curbe pentru evitarea frecării prea intense între cele două componente.
Osiile sunt confecționate prin forjare, apoi sunt supuse unui tratament termic de normalizare.
Roțile pot fi de două tipuri:
- roți cu bandaje: Bandajul, piesa de uzură a roții, este un inel puternic care este fixat prin strângere pe obada roții. Bandajele sunt confecționate din oțel carbon prin laminare la cald. După răcire, acestea sunt supuse unui tratament termic de normalizare. Bandajul se fixează pe roată prin fretare la cald, după care se introduce un inel de siguranță.
- roți monobloc au anumite avantaje ca:

- eliminarea posibilității de rotire a bandajului pe obadă (constatat la frânări prelungite);
- rezistență mai mare la solicitările dinamice.
Dezavantajul roților monobloc: tehnologie de execuție mai costisitoare și material de calitate care trebuie utilizat.
Cutia de osie este ansamblul care face legătura dintre rama boghiului și osia montată.
La acest tip de locomotivă, osia montată este prevăzută cu două cutii de unsoare cu rulmenți.
Rulmenții transmit greutatea locomotivei la osie.
Cutia locomotivei este formată din mai multe compartimente în interiorul cărora se montează agregatele, aparatele, dispozitivele necesare funcționării locomotivei și se amenajează spații care se numesc cabine de conducere.
Cutia locomotivei 060-DA este o construcție autoportantă tubulară, asamblată prin sudură, la care atât șasiul, cât și pereții laterali, cabinele de conducere și elementele acoperișului contribuie la structura de rezistență.
Părțile componente ale cutiei sunt: șasiul, pereții laterali, pereții frontali, acoperișul, cabina de conducere și apărătorul de animale.

### Cabina
Postul de conducere al mecanicului conține elemente tipice întâlnite la locomotivele Elvețiene ale epocii care se pot regăsi și în exemplare producse ulterior pentru SBB-CFF-FFS, printre care: vitezometrul Hasler Bern, frâna de mână și comutatoarele pentru acționarea compresorului, ventilatorului, etc. În cabină se află și frânele de tip Knorr KD2 (pentru tren) și Oerlikon FD1 (pentru locomotivă doar). De asemenea primele exemplare erau dotate cu un fluier, o altă caracteristică regăsită la locomotivele mai vechi fabricate în Elveția (inclusiv SBB Re 4/4).

## Exploatarea

### În România

#### Operatori industriali/privați
Primele locomotive pentru operatorii industriali au fost livrate începând cu 1970.

### În străinătate
Primele locomotive pentru export au fost produse începând cu 1965 iar ultimele în 1987.

#### Polonia
În Polonia, achiziția locomotivelor LDE 2100 s-a realizat datorită creșterii traficului feroviar între Silezia și porturile din nordul țării (Szczecin și Gdynia), pe atunci pe linii parțial electrificate sau neelectrificate, la începutul aniilor 1960. De asemenea, Władysław Gomułka nu a putut reuși să obțină locomotive din URSS pentru moment deoarece nu se înțelegea cu politicienii sovietici. Alături de dorința lui Nicolae Ceaușescu de a începe exportul de locomotive contrar dorințelor Sovietice de a-și impune locomotivele M62 pe celelalte țări ale CAER-ului. Livrările au fost sistate în 1978 datorită presiunilor aplicate de URSS asupra Poloniei pentru încetarea producției de locomotive în țară și importarea celor fabricate în România.
Locomotivele LDE 2100 au primit clasificarea de ST43 sub sistemul de clasificare polonez, și au fost alocate în prima parte depoului de locomotive din Poznań.

#### Bulgaria
Între 1966 și 1975, 130 de locomotive au fost livrate Căilor Ferate de Stat Bulgărești (Български държавни железници), fiind ulterior alăturate de locomotivele Sovietice de tip LTZ TE109 (BDŽ 07). Acestea au fost primele locomotive diesel cu osii Co′-Co′ din țară.

#### China
Începând cu 1972, România a început să livreze Căilor Ferate din China locomotive LDE 2100 modificate, cunoscute sub numele de ND2, fiind al doilea tip de locomotive diesel-electrice importate de către Republica Populară Chineză la aceea vreme. Decizia de a cumpăra locomotive din România s-a datorat unui acord între cele două țări realizat în urma inundațiilor din 1970, atunci când China a donat 50 de milioane de yuani ca ajutor financiar. Livrările au început pentru a rambursa un împrumut realizat în toamna anului 1970. În anii 1970 și la începutul aniilor 1980, când locomotivele diesel de producție Chinezească încă erau la primii pași, locomotivele ND2 erau principalul mijloc de tracțiune pentru trenurile de călători la sud de fluviul Yangtze, fiind alocate birourilor feroviare din Guangzhou, Shanghai și la depourile Nanjing, Haikou, lucrând pe magistralele Beijing-Shanghai și Beijing-Guangzhou. În total 340 de locomotive au fost fabricate, fiind diferențiate prin aspectul exteror modificat și postul de conducere fiind amplasat pe partea stângă, conform circulației feroviare din China.

#### Alte țări
În 1971, o locomotivă alcătuită din 2 unități, 060-DB-001 a fost produsă cu intenția de a fi exportată în Iran. Diferențele principale sunt parbrizul din 3 bucăți în fața locomotivei și lipsa cabinei din spate, fiind înlocuită cu o platformă pentru manevre. Locomotiva nu a fost exportată iar în 2007 era folosită de către Termocentrala Ișalnița.
Începând cu anii 1980, în Grecia, anumite locomotive ale Căilor Ferate de Stat Bulgărești au fost închiriate de către OSE (Căile Ferate Grecești) pentru a tracta trenuri de călători și de marfă în regiunile Macedonia și Tracia, inclusiv trenuri internaționale care circulau între Salonic și Gevgelija (Iugoslavia). Acestea eventual au fost succedate de locomotivele BDŽ 07 (Ludmila).
După căderea comunismului, câteva locomotive retrase din circulație au fost achiziționate de operatori feroviari privați din Germania (Karsdorfer Eisenbahngesellschaft), Italia și Spania. 